# Documento de Nara sobre a Autenticidade
O Documento de Nara sobre a Autenticidade é uma convenção internacional relativa ao aspecto de autenticidade no reconhecimento e na conservação do patrimônio histórico.
O documento foi esboçado na Conferência de Nara sobre a Autenticidade em Relação à Convenção Mundial do Patrimônio, reunida em Nara, Japão, entre 1 e 6 de novembro de 1994, a convite da Agência para os Assuntos Culturais do Governo do Japão e da Prefeitura de Nara, e em cooperação com a UNESCO, o ICCROM e o ICOMOS. A versão final foi redigida pelos redatores gerais da Conferência de Nara, Raymond Lemaire e Herb Stovel.
A preservação da autenticidade é uma das preocupações centrais na conservação patrimonial contemporânea e um dos fatores responsáveis pela qualificação de um bem como patrimônio histórico e cultural, mas seu significado é complexo e polêmico, variou ao longo do tempo, e não é inerente ao bem, sendo atribuído em função de valores referentes ao seu contexto e história. Está intimamente associado ao conceito de verdade, e no campo patrimonial se refere às características que tornam um bem um documento histórico legível, capaz de transmitir informações confiáveis relativas aos seus materiais constituintes originais, ao seu significado social e cultural e à sua evolução física ao longo do tempo. A autenticidade pode se referir a vários elementos do bem, como sua forma, essência, uso, função, tradições, técnicas, sistemas de gestão, lugares, linguagem, formas do patrimônio imaterial, espírito e sentimentos, entre outros.
O conceito foi consagrado pela primeira vez em âmbito internacional na Carta de Veneza de 1964, que impôs aos conservadores dos monumentos históricos "o dever de transmiti-los na plenitude de sua autenticidade", mas só foi elaborado em detalhe pelo Documento de Nara, que assim o define:
"A conservação do patrimônio cultural, sob todas as suas formas e em todos os seus períodos históricos, está enraizada nos valores atribuídos ao próprio patrimônio. A nossa capacidade para compreendermos estes valores depende, em parte, do grau a que podem ser reconhecidas as fontes de informação sobre esses valores, como sendo credíveis ou verdadeiras. O conhecimento e a compreensão destas fontes de informação, relativamente às características originais e subsequentes do patrimônio cultural e do seu significado, são requisitos básicos para a avaliação de todos os aspectos da autenticidade.
"A autenticidade, considerada por esta forma e afirmada na Carta de Veneza, aparece como o fator essencial de qualificação respeitante aos valores. A compreensão da autenticidade desempenha um papel essencial em todos os estudos científicos sobre o patrimônio cultural, no planeamento da conservação e do restauro, bem como no âmbito dos procedimentos de inscrição usados pela Convenção do Patrimônio Mundial e de outros inventários do patrimônio cultural.
"Todos os julgamentos acerca de valores atribuídos às propriedades culturais, bem como a credibilidade das correspondentes fontes de informação, podem diferir de cultura para cultura, e mesmo dentro de cada cultura. Não é, por isso, possível basearem-se os julgamentos de valores e de autenticidade de acordo com critérios fixos. Pelo contrário, o respeito devido a todas as culturas exige que as propriedades de patrimônio sejam consideradas e julgadas dentro dos contextos culturais a que pertencem.
"Por essa razão, é da maior importância e urgência que, dentro de cada cultura, seja estabelecido o reconhecimento da natureza específica dos seus valores culturais, bem como da credibilidade e da veracidade relativas às fontes de informação".
Mais tarde outros documentos aprofundaram e expandiram o conceito. Na síntese de Jukka Jokilehto, a autenticidade é "uma medida da integralidade da verdade acerca da unidade interna inerente ao processo criativo e à realização física da obra, e os efeitos de sua passagem através do tempo". A autenticidade é um dos critérios para o reconhecimento do Patrimônio Mundial da UNESCO. O Documento de Nara reconheceu a diversidade cultural e a pluralidade de formas possíveis de se lidar com o passado, e foi importante para redefinir os parâmetros qualificadores dos bens patrimoniais e orientar as formas de sua conservação, visando, segundo Ferreira & Máximo, "preservar os valores percebidos e também resgatar valores que em algum determinado momento da história do patrimônio dele fizeram parte".